# Union sportive romanaise et péageoise
Ne doit pas être confondu avec le Rugby Club romanais péageois, club créé en 1949.
Maillots
L’Union sportive romanaise et péageoise est un club français de rugby à XV, représentant les villes de Romans-sur-Isère et Bourg-de-Péage.
Il est fusionné en 2016 au sein du Valence Romans Drôme rugby.

## Historique

### Les débuts
L'US romanaise et péageoise est fondée en 1908 de l’association sportive de deux cités construites sur deux rives opposées de l’Isère, Romans-sur-Isère et Bourg-de-Péage, d’où sa longue appellation. Le club puise alors ses forces vives parmi les ouvriers travaillant dans les nombreuses usines de fabrication de chaussures.
Succédant au Stade grenoblois pour le titre de champion de Alpes en 1911, il se hisse en quart de finale du championnat de France, battu de peu par le FC Lyon 6-5.

### Retour en première division
Le club se hisse en première division après la Seconde Guerre mondiale grâce au recrutement de joueurs majeurs comme le deuxième ligne international lourdais Robert Soro qui arrive en 1946.

#### Quart de finaliste du Championnat 1947 et 1948
En 1947, l'USRP se hisse en quart de finale de la coupe de France.
Après avoir éliminé Auch en huitième de 
finale 16-7, il est battu par la Section paloise en quart 14-3.
En Championnat, l'USRP atteint aussi les quarts de finale, battu de peu 3-0 par le Stade toulousain, dans une rencontre équilibré où un exploit personnel de l'ailier Lassegue fait la mince différence en faveur des Toulousain.
L'année suivante, après avoir éliminé le Castres olympique, vainqueur de la coupe de France en huitième de finale du Championnat 7-5, l'USRP se hisse en quart de finale où il est battu par le CS Vienne 10-3.
Il atteint aussi les quarts de finale de la coupe de France, éliminé de peu par le Stade toulousain.
Les saisons suivantes seront plus difficiles.
En 1950, l'USRP se sauve de justesse dans un barrage à quatre avec le SC Albi, le CASG et le FC Grenoble puis perd en seizième de finale contre Tarbes.
En 1951, Romans échoue à se qualifier en Championnat mais atteint les huitièmes de finale de la coupe de France, éliminé par le Stadoceste tarbais, futur finaliste.
Les 2 années suivantes, les Drômois échouent à se qualifier en Championnat tandis qu'ils ne sont pas encore invités à disputer le Challenge Yves du Manoir.

#### Double demi-finaliste du Championnat 1954 et 1955
Le club atteint à deux reprises les demi-finales du Championnat, mais bute à une marche de la finale à chaque fois contre le futur champion de France (Grenoble en 1954 et Perpignan en 1955).

#### Vainqueur du challenge de l’Espérance 1956
L'USRP remporte son premier trophée national, le challenge de l’Espérance en venant à bout de l’équipe du SC Tulle en finale 12-6 tandis qu’en Championnat, les damiers sont éliminés par Périgueux en seizième de finale 8-6.
En fin de saison, le futur talonneur international Jean de Grégorio quitte le club pour le FC Grenoble.
L'année suivante, l'USRP termine troisième de sa poule derrière Perpignan et Béziers puis atteint les huitièmes de finale du Championnat, battu 6-0
par le Racing club de France dans un match houleux où le troisième ligne drômois Rives est agressé par Gérard Dufau.

#### Résultats sportifs irréguliers entre la fin des années 1950 et le début des années 1960
Après le départ de ses meilleurs éléments comme Jean De Grégorio et Robert Soro qui met un terme à sa carrière de joueur, l'USRP rentre dans le rang.
Deuxième de sa poule derrière Graulhet, l'USRP atteint encore les seizièmes de finale en 1958 mais échoue à se qualifier les deux années suivantes.
En 1961, arrive le demi de mêlée du FC Grenoble André Laroche, international B et l'USRP retrouve le chemin de la qualification.
Il est battu en seizième de finale par Dax, le futur finaliste.
Puis, le club enchaine deux non-qualifications en 1962 et 1963 avant un nouveau seizième de finale en 1964.
Cette même année, Yves Menthillier est toutefois sélectionné en équipe de France contre le Pays de Galles à Cardiff.
Ses fautes sifflées au talonage par l'arbitre écossais M. Laidlaw porteront à 25 le nombre de pénalités sifflées contre l'équipe de France quand les Gallois n'en encaisserons que 5.
L'USRP échoue ensuite à se qualifier en 1965 et en 1966 puis est battu en seizième de finale par l'US Montauban en 1967, battu pour un petit point 9-8 par le futur champion de France.
L'USRP mène encore 8 à 6 lorsque les Montalbanais tentent une combinaison où Francis Bourgade, troisième ligne, doit s'intercaler dans les trois-quarts. Celle-ci est mal maîtrisée et Arnaud Marquesuzaa se retrouve bloqué. Il choisit de taper un drop, lui qui n'en tente jamais et ce dernier passe.

#### Montée en puissance (1968-1976)
En 1968, l'USRP est battu en huitième de finale par le même adversaire que l'an passé, Montauban puis atteint en 1969, les quarts de finale du Championnat.
Non qualifié en 1970, l'USRP atteint ensuite les seizièmes de finale en 1971, battu 26-6 par le Stade toulousain.

#### Invitation en Challenge Yves du Manoir
Depuis longtemps candidat, l'USRP est invité à disputer le prestigieux Challenge Yves du Manoir en 1972 mais l'équipe peine à nouveau en Championnat par la suite où il échoue à se qualifier en 1972 et 1973 où le club, avant-dernier de sa poule descend même pour une saison en groupe B alors que l'élite est réduite de 64 à 32 clubs.
Remontée dans l'élite à nouveau porté à 64 clubs, l USRP disputera un autre seizième de finale en 1975 qui viendra sanctionner une vraie montée en puissance qui va faire de l'USRP l’une des places fortes du rugby français de la fin des années 70.
En 1976, les Damiers, renforcés par le deuxième ligne de Grenoble Henri Rinaldi tombent d’un rien en quart de finale contre le SU Agen, futur vainqueur de l’épreuve (7-9) dans un match où bénéficiant du vent en deuxième mi-temps, il ne purent refaire leur retard, privés de ballon par les sauteurs agenais‌.
La même année en Challenge, Romans termine dernier de son groupe, n'inscrivant que 3 essais en 6 matchs ne faisant alors pas honneur à l'esprit de cette compétition alors que pourtant, l'attaque drômoise se montrait brillante en Championnat.

#### Demi-finaliste du championnat 1977
Composition de l'équipe de la demi-finale contre Perpignan
1. Fiard  2. Christian Darlet   3. Duclos
4. Nicolas De Grégorio  5. Rousset
6. Yves Rabatel  8. Meunier  7. Gérard Verdoulet
9. Jean-Claude Mignaçabal 10. Jacques Servien
11. Juzon   12. Vannière  13. Berty  14. Saubesty
15. Bailly
L'USRP atteint l'année suivante les demi-finales du Championnat pour la troisième fois de son histoire.
Après avoir battu l'US Montauban 23-7 puis 7-4 en seizième, le FC Lourdes 16-10 en huitième puis l'AS Montferrand en quart de finale à Lyon 16-13, il est battu en demi par l’USAP au stadium de Toulouse 6-9.
Dans une rencontre où Romans se montre un peu trop attentiste et inhibé par l'enjeu, il encaisse un essai après un ballon cafouillé en fond de touche.
Courant en vain après le score, il revient toutefois à 3 points en fin de match grâce à un contre de Servien sur l'arrière catalan.
La même année, Romans atteint aussi les quarts de finale du Challenge pour ce qui est la meilleure saison du club.
L'année suivante, Romans termine en tête de sa poule mais est largement battu dès les huitièmes de finale du Championnat par le Stade toulousain 18-6.
Au total, l'USRP sortira des poules huit années consécutives (1975-1982).
Invité à participer au Challenge Yves du Manoir entre 1972 et 1985, l'USRP disputera notamment une demi-finale en 1979 perdu contre Montferrand 9-0, défait par 3 drops de l'international Jean-Pierre Romeu.
La même année en Championnat, Romans est éliminé dès les seizièmes de finale par l'US Carcassonne.
Jean-Claude Mignaçabal met alors fin à sa carrière de joueur après 17 saisons en équipe première.
Ensuite Gérard Verdoulet devient l'entraîneur de l'équipe et veut tendre vers un jeu plus complet.
En 1981, l'USRP termine en tête de sa poule devant le Stade toulousain et le  SU Agen et quatrième formation nationale mais sera éliminé dès les huitièmes de finale par l’US Dax 19-9.

#### La jeunesse assure la relève
L'USRP se reconstruit ensuite autour de sa génération championne de France Reichel en 1982 mais l’équipe échouera 3 années consécutivement à se qualifier.
En 1986, l'ailier et buteur Claude Prompt arrive en provenance du FC Grenoble. l'USRP recrute aussi le deuxième ligne de l'AS Béziers Lleip mais pour n'avoir pas sollicité le président héraultais pour cette mutation, Romans est exclu du challenge Yves du Manoir.
En Championnat, le club est battu en barrage par Lourdes mais assure son maintien dans la nouvelle élite réduite à 20 clubs grâce à son bon classement en poule.
Philippe Saint-André fait ses premières apparitions sous le maillot à damiers.
L'année suivante en 1987, l'USRP termine dernier de sa poule mais est sauvé de la relégation par le changement de formule du Championnat qui passe de 20 à 80 clubs.

### Un club en crise
Le Championnat 1988 à 80 clubs est organisé en seize poules de cinq. Les deux premiers de chaque poule (soit 32 clubs) forment alors le groupe A et se disputent le Bouclier de Brennus. Les autres forment alors le groupe B et après une première phase de brassage, Romans 2e de son groupe derrière Graulhet et est maintenu en championnat de France groupe A.
Il termine ensuite 6e de son groupe et n'est pas qualifié pour les phases finales.
En fin de saison, l'ailier Philippe Saint-André quitte le club pour l'AS Montferrand.
Même formule l'année suivante où Romans 3e de son groupe descend en groupe B.
Le club remonte en 1990, mais l’embellie ne dure que deux saisons et le club retombe en 1992 après un match de pré-barrage perdu 21-20 contre le SC Albi.
Après 2 saisons difficiles, la finale du groupe B1 perdue en 1995 face au FC Lourdes  après un match très spectaculaire (37-36) ne lui permet pas de remonter car cette année-là, la première division passant de 32 à 20 clubs.
Romans évolue donc en groupe A2, l'ancêtre de l'actuelle Pro D2 en 1995-96 mais redescend en fin de saison en groupe B après une défaite 46-31 à Montauban, son concurrent direct.
Toutefois, l'ouvreur Claude Mignaçabal inscrit 340 points cette saison-là en Championnat mais il quitte alors le club.
Ensuite, Romans chute dans la hiérarchie des championnats de France amateurs et dispute ensuite le championnat de Fédérale 1 et de Fédérale 2.
Entraîné en 2006-2007 par l’ancien international Néo-zélandais Simon Mannix, l'USRP retrouve la Fédérale 1 en 2007/2008. Ce dernier est maintenant entraîneur de Pau. 
L’USRP a formé ou vu passer de nombreux internationaux, comme Roger Gensane, Robert Soro ou encore l’ancien capitaine et  sélectionneur du XV de France Philippe Saint-André.

### Fusion au sein du Valence Romans Drôme rugby
Le 1er juillet 2016, les clubs de l'US Romans Péage et du ROC La Voulte Valence s'unissent pour donner naissance au Valence Romans Drôme rugby, représentant les villes de Bourg-de-Péage, Romans-sur-Isère et Valence, dans la Drôme.

## Identité visuelle

### Logo

Évolution du logo
Ancien logo.
Logo abandonné lors de la disparition du club.

## Palmarès
- Championnat de France de première division :
  - Demi-finaliste (3) : 1954, 1955 et 1977
- Challenge Yves du Manoir :
  - Demi-finaliste (1) : 1979

- Challenge de l'Espérance :
  - Vainqueur (1) : 1956
  - Finaliste (1) : 1992

- Championnat de France groupe B :
  - Vice-champion (1) :  1995

- Championnat de France 2e série :
  - Vice-champion (1) : 1959

- Coupe Frantz Reichel :
  - Vainqueur (1) : 1982[17]

- Championnat de France Crabos  :
  - Champion (1) : 1974
  - Vice-champion (1) : 1950

- Championnat de France cadet :
  - Champion (1) : 1989
  - Vice-champion (2) : 1979 et 1998

- Championnat de France minimes :
  - Vice-champion (1) : 1998

- Championnat de France Nationale B :
  - Vice-champion (1) : 2009

- Challenge Gaudermen :
  - Vainqueur (1) : 1989

## Personnalités du club

### Présidents
- 1944-46 : Louis Richard
- 1946-56 : Marcel Lanbert
- 1956-59 : Lucien Alloncle
- 1959-60 : Raymond Jacob
- 1960-61 : Lucien Alloncle
- 1961-62 : Marcel Arnoux
- 1962-63 : Charles Marett
- 1963-64 : André Belle
- 1964-70 : Tony Michel
- 1970-73 : René Servien
- 1973-79 : Pierre de Gregorio
- 1979-83 : Louis Merlatti
- 1983-85 : Aimé Bournier
- 1985-87 : Claude Barbier
- 1987-89 : Pierre Mourier
- 1989-92 : Pierre de Gregorio
- 1992-99 : Jean Louis Depoulon et Patrick Gonnin
- 1999-04 : Laurent Alloncle
- 2004-14 : Jean-Louis Daraly
- 2014-16 : Jacques Ritton

### Entraîneurs
- Raymond Barthès (1951-1955)

### Joueurs emblématiques
- Jean-Luc Bailly
- Jacques Bouquet
- Christian Darlet
- Gilles Darlet
- Roger Gensane
- Jean de Gregorio
- Nicolas de Grégorio
- Marcel Guilermoz
- Jean-Claude Juzon
- Igor Juzon
- Paul Lafourcade
- Patrick Buissiere
- Yves Menthillier
- Willy Pepelnjak
- Patrice Vacchino
- Claude Mignaçabal
- Jean-Claude Mignaçabal
- Lucien Rouffia
- Philippe Saint-André
- Raphaël Saint-André
- Bernard Saubesty
- Jacques Servien
- Robert Soro
- Albert Urquizu
- Gérard Verdoulet
- Jean-Claude Goze
- Philippe Goze
- Roger Pech
- Jean-Michel Parent
- Frédéric Prégermain
- Jean Laurent
- Serge Vannière
- Thierry Germain
- Raphaël Reynet
- Jérémy Guilhot
- Frédéric Bret
- Simon Mannix
- Charles Vareilles